# Il paese delle prugne verdi
Il paese delle prugne verdi (Herztier) è un romanzo di Herta Müller, pubblicato dalla Rowohlt nel 1994 e pubblicato per la prima volta in Italia nel 2008 dalla casa editrice Keller. Tradotto in quindici lingue, è il romanzo di maggior successo della scrittrice ed è considerato il suo capolavoro. Ha vinto numerosi premi letterari in tutta Europa fra cui l'Impac Dublin Literary Award e il Premio Kleist.
Il titolo originale "Herztier" è un neologismo creato dall'autrice, e traducibile con "la bestia del cuore”, mentre quello tradotto allude alla credenza popolare rumena che se si mangiano troppe prugne verdi si muore di febbre.

## Trama
La storia è narrata in prima persona dalla protagonista, una giovane studentessa trasferitasi a Timișoara da un paesino povero del sud della Romania. La sua vita e quella di tre suoi colleghi è sconvolta quando la loro giovane amica Lola si suicida dopo esser stata violentata dal professore di ginnastica. Mentre tutti attorno a loro cercano di dimenticare Lola, e ne dileggiano la memoria, i quattro amici cercano di scoprire i motivi della sua fine e iniziano a fare progetti di fuga dalla Romania e dal regime oppressivo di Ceaușescu. Questo attira su di loro l'attenzione del capitano di Polizia, Pjele, che inizia a fare indagini su di loro e a minacciarli.